# MMXII
MMXII – album zespołu Killing Joke wydany 2 kwietnia 2012 roku. Tytuł albumu nawiązuje do fenomenu roku 2012, według którego miał nastąpić koniec świata.

## Muzycy
- Jaz Coleman – wokal, syntezatory, produkcja
- Kevin „Geordie” Walker – gitara, produkcja
- Martin „Youth” Glover – gitara basowa, produkcja, syntezatory
- Paul Ferguson – perkusja, produkcja

## Lista utworów
| Nr  | Tytuł utworu          | Długość |
| --- | --------------------- | ------- |
| 1.  | „Pole Shift”          | 8:56    |
| 2.  | „Fema Camp”           | 5:02    |
| 3.  | „Rapture”             | 4:15    |
| 4.  | „Colony Collapse”     | 5:04    |
| 5.  | „Corporate Elect”     | 4:00    |
| 6.  | „In Cythera”          | 4:29    |
| 7.  | „Primobile”           | 4:44    |
| 8.  | „Glitch”              | 4:48    |
| 9.  | „Trance”              | 6:09    |
| 10. | „On All Hallow's Eve” | 3:21    |
|     |                       | 50:48   |